# ناصر شفق
ناصر حاجی حسینلو مشهور به ناصر شفق (زاده ۱۳۴۰ در خوی، آذربایجان غربی) تهیه‌کننده، مدیر سینمایی و همچنین مدیر ورزشی اهل ایران است.
وی در سال ۱۳۶۱ با نوشتن نمایشنامه حدیث عشق در اولین دوره جشنواره تئاتر ایران برنده بهترین نمایشنامه شد.

## سینما

### فعالیت‌های سینمایی وهنری
- عضو شورای مرکزی اتحادیه تهیه و توزیع فیلم ایران[۳]
- بنیان‌گذار و رئیس هیت مدیره ومدیر عامل انجمن سینمای انقلاب و دفاع مقدس ایران(۱۳۷۱ الی۱۳۷۷)[۴] (هفت سال)
- مشاور معاونت سینمایی وزارت فرهنگ وارشاد اسلامی(۱۳۷۴ الی۱۳۷۶)
- نماینده وزارت ارشاد اسلامی در خانه سینما(۱۳۷۴الی۱۳۷۵)
- عضو شورای عالی نظارت بر نمایش فیلم وزارت فرهنگ وارشاد اسلامی(۱۳۷۳الی۱۳۷۶)
- دبیر اولین جشنواره تئاتر انقلاب اسلامی(۱۳۶۱ هفده شهریور)
- عضو شورای برگزاری اولین جشنواره فیلم کشور(۱۳۶۱وحدت)
- بنیان‌گذار و دبیر اولین جشنواره فیلم زن «میلاد کوثر»(۱۳۷۶)اصفهان و(۱۳۷۷)مشهد مقدس
- دبیر اولین جشنواره تئاتر جنگ ۱۳۶۵
- دریافت نشان درجه یک هنر سینمای دفاع مقدس (۱۳۷۶)
- عضو گروه چهل شاهد در ایام دفاع مقدس
- رئیس هیئت مدیره انجمن تئاتر انقلاب و دفاع مقدس
- عضو هیئت مدیره بنیاد روایت فتح
- عضو هیئت مدیره شهرک سینمایی دفاع مقدس
- عضو گروه هنر شورای عالی انقلاب فرهنگی(۱۳۷۷)
- رئیس هیئت داوری فیلم نیروهای مسلح (سه دوره)
- دبیر یادواره‌های شهدای محراب آیت ا… دست غیب شیراز، آیت ا… صدوقی، آیت ا… اشرفی اصفهان در چهار سال متوالی (۱۳۶۱الی ۱۳۶۴)
- دبیر یادواره سراسری اولین تئاتر کودکان کشور شهید فهمیده خوی (۱۳۶۲)
- دبیر یادواره سراسری تئاتر کشور شهید طحانیان و علیرضا رحیمی مهاباد(۱۳۶۳)
- دبیر یادواره تئاتر گلچهران بسیج (سنندج۱۳۶۴)
- برنده بهترین پژوهشگر فرهنگی واجتماعی از وزارت فرهنگ وارشاد اسلامی «طرح پردیس‌های سینمای کوچک»(۱۳۸۱)
- جایزه بهترین تهیه‌کننده سینمای ایران بابت فیلم تقاطع از جشن خانه سینما
- دبیر جشنواره پلیس(۱۳۸۵)
- مدیر عامل شرکت فرهنگی هنری «آویشن» «آشنا» «الالیا»
- برنده بهترین نمایش نامه‌نویسی کشور (۱۳۶۱)
- کارگردان برگزیده کشور (۱۳۶۱)
- برنده اول مقاله‌نویسی کشور (۱۳۶۳)

### نویسنده
فیلم نامه
- پرواز در نهایت
- یک شب یک غریبه
- مدال طلا از نو شکافتن
- پاییز
- هی هی ابر سپید
- بازگشت از بوداپست (۱۳۷۴)

نمایش نامه
- نمایشنامه حدیث عشق(۱۳۶۱)
- نمایشنامه فزت و رب الکعبه(۱۳۵۸)
- سرود ارزوها(۱۳۶۴)
- ابوذر تنها(۱۳۵۸)
- قصه ملت ما(۱۳۵۷)

### بازیگر
- حماسه دره شیلر (۱۳۶۵)
- پرواز در نهایت (۱۳۶۹)
- فیلم تلویزیونی حدیث عشق(۱۳۶۱)

### تهیه‌کننده
- رامی (۱۳۸۵)
- تقاطع (۱۳۸۴)
- آزادی سرخ (۱۳۸۲)
- بانوی من (۱۳۸۱)
- فریاد (۱۳۷۷)
- حریف دل (۱۳۷۵)
- مروارید سیاه (۱۳۷۳)
- یک شب، یک غریبه (۱۳۷۳)
- حماسه مجنون (۱۳۷۱)
- زیر آسمان (۱۳۷۱)
- پرواز در نهایت (۱۳۶۹)
- باغ سید (۱۳۶۸)

## ورزش

### باشگاه
- مدیر عامل باشگاه فوتبال پاس تهران
- مدیر عامل باشگاه فوتبال ابومسلم خراسان
- مدیر عامل باشگاه فوتبال تراکتورسازی تبریز

### ملی
- عضو اولین هیئت رئیسه انتخابی فدراسیون فوتبال ایران (دی ۱۳۸۶[۵] - اسفند ۱۳۹۰)
- سرپرست کمیته جوانان فدراسیون فوتبال ایران (شهریور ۱۳۹۲ - آذر ۱۳۹۲)[۶]